# Dark Earth
Dark Earth è un videogioco di ruolo sviluppato dalla Kalisto Entertainment e pubblicato dalla Microprose nel 1997 per Windows.
Venne previsto un suo porting per playstation 2, ma il titolo venne cancellato poco dopo l'inizio dello sviluppo.

## Trama
In un futuro non ben definito, in seguito ad un impatto di diversi meteoriti con la Terra, la razza umana è in declino. Tuttavia pochi uomini sopravvissero, incominciando a marciare per lungo tempo, arrivando svariate generazioni dopo ad una "terra promessa" libera dalle nubi oscure, costruendo a loro volta la città di Sparta, roccaforte facilmente difendibile dalle creature oscure dell'outword, orrendi mostri mutati dai pochi animali sopravvissuti dal cataclisma. L'avventura si svolge secoli dopo questi avvenimenti. Arkhan, un guardiano del fuoco, pattugliando l'anticamera di un consiglio di sacerdoti, sente dei suoni di combattimenti provenire dall'interno, e decide di entrare per vedere cosa sta succedendo. Subito vede alcuni Konkhalitiani (costituenti un'organizzazione criminale) che stanno compiendo un massacro. Mentre tenta di salvare la Grande Predicatrice viene contaminato da un veleno, l'essenza di Shankr, che comincia a trasformarlo in una bestia dell'oscuro. Arkhan deve riuscire velocemente a trovare una cura per il suo male e a salvare lo stallite dall'oscurità che vi si è insediata.